# Поветарац
Поветарац или бриз је врста ветра који је карактеристичан за тропски појас. Дува на обалама река, језера и мора. Променљивог је карактера, у току дана (морски) дува са пучине ка копну, а у току ноћи (обалски) дува са копна ка пучини. Условљен је температурним контрастима изнад воде и обале. Насупрот томе, копнени поветарац је реверзни ефекат: суво земљиште се такође хлади брже од воде и, након заласка сунца, морски бриз се распршује и ветар се уместо тога креће са копна према мору. Морски поветарац и копнени поветарац су важни фактори преовлађујућих ветрова у приморским регионима. Термин морски ветар може се односити на било који ветар изнад отворене воде.
Ветроелектране се често налазе у близини обале да би искористиле уобичајене дневне флуктуације брзине ветра које су последица поветарца са мора или копна. Док се многе копнене и морске вјетроелектране не ослањају на ове ветрове, приобална ветроелектрана је врста приобалне ветроелектране која се налази на плитким приобалним водама како би искористила морске и копнене вјетрове. (Из практичних разлога, друге приобалне ветроелектране се налазе даље од мора и ослањају се на преовлађујуће ветрове, а не на морски поветарац.)

## Узрок
Море има већи топлотни капацитет од копна, те се површина мора загрева спорије од површине копна. Како температура површине земље расте, земља загрева ваздух изнад себе конвекцијом. Ваздух који се загрева се шири и постаје мање густ, смањујући притисак на копну у близини обале. Ваздух изнад мора има релативно већи притисак, што доводи до тога да ваздух у близини обале тече према нижем притиску изнад копна. Јачина морског поветарца је директно пропорционална температурној разлици између копна и мора. Ако је присутан јак ветар на мору (тј. ветар јачи од 8 kn (15 km/h))) и супротан смеру могућег морског поветарца, мало је вероватно да ће се морски поветарац развити.

## Ефекти
Фронт морског поветарца је временски фронт створен морским поветарцем, такође познат као зона конвергенције. Хладни ваздух са мора сусреће се са топлијим ваздухом са копна и ствара границу попут плитког хладног фронта. Када је моћан овај фронт ствара кумулусне облаке, а ако је ваздух влажан и нестабилан, фронт понекад може изазвати грмљавину. Ако је ток у висини усклађен са правцем морског поветарца, места која доживљавају фронтални пролаз морског поветарца имаће добро или лепо време до краја дана. На предњој страни топли ваздух наставља да струји нагоре, а хладан ваздух непрестано улази да га замени и тако се предњи део прогресивно помера ка унутрашњости. Његова брзина зависи од тога да ли му помаже или омета преовлађујући ветар и јачине топлотног контраста између копна и мора. Ноћу се морски поветарац обично мења у копнени, због преокрета истих механизама.

### Морски поветарац на Флориди
Олуја са грмљавином изазвана снажним фронтовима морског поветарца често се дешавају на Флориди, полуострву које је са истока и запада окружено Атлантским океаном и Мексичким заливом. Током влажне сезоне која обично траје од јуна до септембра/октобра, сваки правац у којем дувају ветрови увек би био ван воде, што би Флориду чинило местом које најчешће погађа гром у Сједињеним Државама, и једним са највише удара на Земљи. Ове олује такође могу произвести значајан град због огромног узлазног струјања које изазива у атмосфери, посебно у временима када је горња атмосфера хладнија, као што је током пролећа или јесени.
Током мирних летњих поподнева са мало преовлађујућег ветра, морски поветарац са обе обале може да се судара у средини, стварајући посебно јаке олује у центру државе. Ове олује са грмљавином могу да се крећу према западној или источној обали у зависности од релативне јачине морског поветарца, а понекад преживе да се крећу изнад воде ноћу, стварајући спектакуларне емисије муња од облака до облака сатима након заласка сунца. Због своје велике величине језеро Окичоби такође може допринети овој активности стварањем сопственог језерског поветарца који се судара са морским поветарцем источне и западне обале.
На Куби судари сличног морског поветарац са северном и јужном обалом понекад доводе до олуја.

## Копнени поветарци
Ноћу се копно хлади брже од океана због разлика у њиховом топлотном капацитету, што доводи до умирања дневног морског поветарца како се температура копна приближава океанској. Ако копно постане хладније од температуре суседне површине мора, ваздушни притисак над водом ће бити нижи од притиска на копну, стварајући копнени поветарац који дува са копна на море, све док еколошки површински ветар није довољно јак да му се супротстави. Ако постоји довољно влаге и нестабилности, поветарац на копну може изазвати пљускове, или чак грмљавину, изнад воде. Развој олује са грмљавином на мору током ноћи због копненог поветарца може бити добар предсказивач активности на копну следећег дана, све док нема очекиваних промена у временском обрасцу у наредних 12–24 сата. Ово је углавном зато што је јачина копненог поветарца слабија од морског поветарца. Копнени поветарац ће замрети када се земља поново загреје следећег јутра.